# August F. Jaccaci
August F. Jaccaci (Fontainebleau, 1856-Châteauneuf-Grasse, 1930) fue un pintor, escritor y editor estadounidense de origen francés.

## Biografía
Nacido el 28 de enero de 1856 en la localidad francesa de Fontainebleau, en 1888 obtuvo la ciudadanía estadounidense. Su madre era italiana. Pintor, autor y editor, fue uno de los editores de McClure's Magazine en los inicios de la revista. Fue autor de títulos como On the Trail of Don Quixote (Scribner's, 1896) y coeditó junto a John La Farge la obra Noteworthy Paintings in American Private Collection. Falleció el 22 de julio de 1930 en Château Neuf-de-Grasse.